# 폴 코슬로

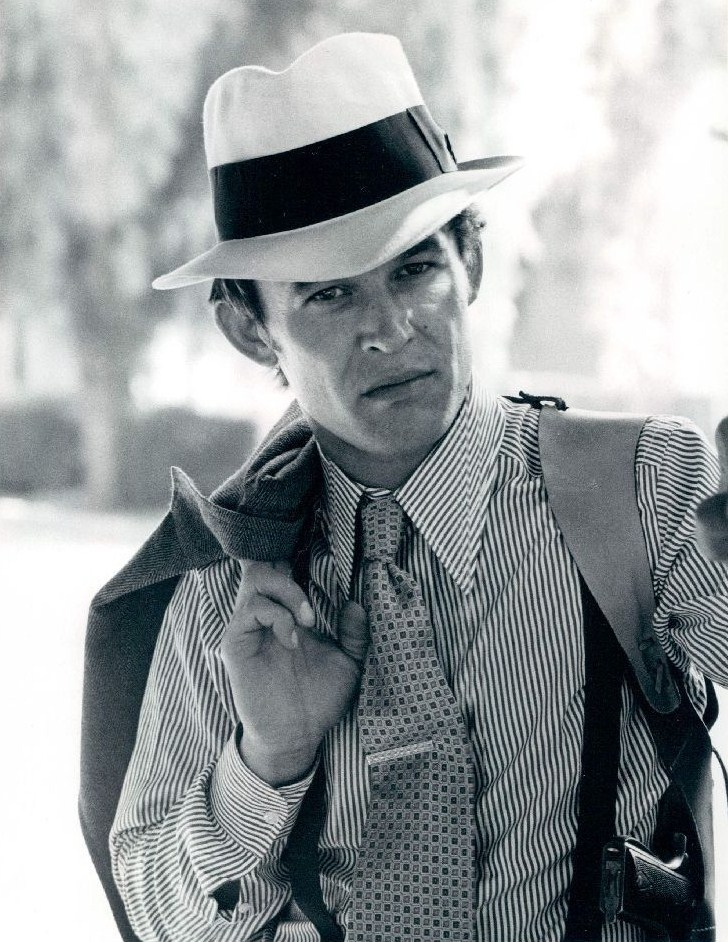

폴 코슬로(Paul Koslo, 1944년 6월 27일 ~ 2019년 1월 9일)는 독일의 배우, 영화배우, 텔레비전 배우이다. 사인은 췌장암이다.
독일에서 태어났다.

## 영화
- Machete Maidens Unleashed! (2010년)
- 얼라이브 오어 데드 (2008년)
- Y.M.I. (2002년)
- 인페르노 (1999년)
- 저지 앤 쥬리 (1996년)
- 다운드래프트 (1996년)
- 체인 히트 2 (1993년)
- 스피드 레이서 (1992년)
- 샤도우체이서 (1992년)
- 로봇 족스 (1991년)
- 초원의 꿈 (1991년)
- 엑스트로 2 (1990년)
- 표적없는 총성 (1990년)
- 스타 파이어 (1990년) - 하스 역
- 지미의 사춘기 (1988년) - 엘 리어든 역
- 카리브 (1987년)
- 어나이어레이터 (1985년)
- 글리터돔 (1984년)
- 햄본과 힐리 (1984년)
- 도박사 2 (1983년)
- A 특공대 - TV시리즈 (1983년)
- 전격 Z작전 (1982년)
- 천국의 문 (1980년)
- 뿌리 - 그 다음 세대 (1979년)
- 두 얼굴의 사나이 - 시리즈 (1978년)
- 랜섬 (1977년)
- 세인트 루이스호의 대학살 (1976년)
- 집행자 루스터 (1975년)
- 명탐정 하퍼 2 (1975년)
- 마제스틱 (1974년)
- 형사 콤비 후리비와 빈 (1974년)
- 클레오파트라 존스 (1973년)
- 래핑 폴리스맨 (1973년)
- 조 키드 (1972년)
- 9인의 독수리 (1971년)
- 배니싱 포인트 (1971년)
- 오메가 맨 (1971년) - 더치 역
- 하와이 5-0수사대 (1968년)